# Муанко
Муа́нко — поселення на заході Прибережного регіону, Камерун.

## Клімат
Містечко знаходиться у зоні, котра характеризується мусонним кліматом. Найтепліший місяць — лютий із середньою температурою 28.1 °C (82.6 °F). Найхолодніший місяць — серпень, із середньою температурою 25.1 °С (77.2 °F).
| Клімат Муанко           | Клімат Муанко | Клімат Муанко | Клімат Муанко | Клімат Муанко | Клімат Муанко | Клімат Муанко | Клімат Муанко | Клімат Муанко | Клімат Муанко | Клімат Муанко | Клімат Муанко | Клімат Муанко | Клімат Муанко |
| Показник                | Січ.          | Лют.          | Бер.          | Квіт.         | Трав.         | Черв.         | Лип.          | Серп.         | Вер.          | Жовт.         | Лист.         | Груд.         | Рік           |
| Середня температура, °C | 27,5          | 28,1          | 27,8          | 27,6          | 27,2          | 26,3          | 25,2          | 25,1          | 25,7          | 26,1          | 26,9          | 27,2          | 26,7          |
| Норма опадів, мм        | 44.2          | 69.3          | 160.6         | 227.8         | 279.9         | 313.1         | 381.5         | 457.8         | 495           | 412.8         | 148.1         | 44.8          | 3034.9        |
| Днів з опадами          | 5,7           | 9,1           | 15,6          | 17,6          | 20,2          | 19,9          | 21,6          | 25            | 25,3          | 24,3          | 13,9          | 6,7           | 204,9         |
| Вологість повітря, %    | 79.8          | 78.3          | 80.6          | 80.8          | 82.3          | 84            | 85.7          | 85.7          | 85            | 84.5          | 83.5          | 81.8          | 82.7          |
| ----------------------- | ------------- | ------------- | ------------- | ------------- | ------------- | ------------- | ------------- | ------------- | ------------- | ------------- | ------------- | ------------- | ------------- |
| Джерело: Weatherbase    |               |               |               |               |               |               |               |               |               |               |               |               |               |